# Santiago Esteva i Escoda
Santiago Esteva i Escoda (Reus, 16 de juliol de 1952) és un nedador català.
Nascut a Reus el 16 de juliol de 1952, va estudiar a Reus i Sevilla. El 1963 es va traslladar a Sabadell i va ingressar al Club Natació Sabadell el 10 de març de 1964. Va ser el primer nedador espanyol que va arribar a les 100 actuacions internacionals amb l'equip A. Va participar en els Jocs Olímpics de Mèxic el 1968. Del 1969 al 1974 va residir als Estats Units becat primer per la Delegació Nacional d'Educació Física i més tard per la Universitat d'Indiana, a la qual es va graduar en ciències químiques i on va conèixer nedadors com Mark Spitz, John Kinsella, Gary Hall i d'altres amb els quals es va entrenar i va formar equip. Va participar en els Jocs Olímpics de Montreal el 1976.
Va aconseguir nombrosos rècords de Catalunya i d'Espanya (més de 150 rècords nacionals), va ser seleccionat 130 vegades per a la selecció espanyola i fou 70 vegades campió d'Espanya en diversos estils, essent el millor esportista espanyol dues vegades (1968 i 1970) i guanyador del trofeus Baró de Güell i Joaquim Blume.
A més, va rebre el premi de l'Associació Nacional de Periodistes Esportius, el trofeu Santacana (compaginació estudis - esport) i la medalla d'or de la Federació espanyola de natació (aquesta diverses vegades). Va guanyar moltes medalles entre les quals quatre als Europeus de Natació de Barcelona 1970 (1.500 m lliures 16:35.7 medalla de Bronze; 400 m lliures 4:08.3 Bronze; 200 m esquena 2:09.7 Plata; 100 m esquena 0:59.9 Plata). Va ser diploma olímpic a Mèxic 1968 (5è als 200 m esquena) i semifinalista als Jocs Olímpics de Montreal.
També fou campió individual dels Estats Units als 100 iardes esquena, i guanyador de gran quantitat de trofeus europeus. La seva carrera esportiva es va desenvolupar al Club Natació Sabadell fins al 1976 però el 1973 va fitxar pel Reus Deportiu durant un any; encara va aconseguir batre diversos rècords, com en la II Diada Esportiva i el Trofeu Nadal.
Una vegada retirat de l'esport el 1981 va passar a treballar a La Caixa, i com a director de sucursal, va portar les agències del carrer del Dr. Robert i de la plaça Prim de Reus. El 1986 fou director de competició de natació als campionats del món de Madrid d'aquell any, i també als Jocs Olímpics de Barcelona 1992.